# Ernst von Bertouch
Ernst Johann Albrecht von Bertouch (* 26. August 1821 in Slagelse, Dänemark; † 23. Februar 1904 in Wiesbaden) war ein dänisch-deutscher Beamter, Historiker und Publizist.

## Leben
Ernst Johann Albrecht von Bertouch wurde geboren als Sohn von Stanislaw von Bertouch (1790–1867), der zuletzt als Zollverwalter in Ottensen bei Hamburg tätig war, und Isabelle von Dorrien (1795–1831). Er studierte Rechtswissenschaft an den Universitäten Bonn, Berlin und Kiel. Ab 1853 war er Hardesvogt auf Nordstrand; 1856 wurde er vom dänischen König zum Kammerjunker ernannt.
Später fungierte er als preußischer Beamter in Wiesbaden. Er wurde zum Königlich-Preußischen Geheimen Regierungsrat und Kammerherrn ernannt. Daneben war er mit Werken über das Adels- und Ordenswesen schriftstellerisch tätig. Er starb am Tag seiner Goldenen Hochzeit in seinem Haus in Wiesbaden.

## Werke
- Blicke in Nordfrieslands Vergangenheit. Th. Herzbruch in Commission, Flensburg 1865 (Digitalisat der Universitäts- und Landesbibliothek Düsseldorf).
- Berthout genannt Bertouch: Ein altes Brabanter Dynasten-Geschlecht. Genealogisch-heraldische Skizze. In: Vierteljahresschrift des Vereins Herold. Bd. 3 (1875), S. 269–365.
- Burgund als Scheidewand zwischen Deutschland und Frankreich: Eine historisch-politische Frage. Bischkopff, Wiesbaden 1884.
- Das badische Fürstengeschlecht der Zähringer. Bischkopff, Wiesbaden 1884.
- Kurzgefasste Geschichte der geistlichen Genossenschaften und der daraus hervorgegangenen Ritterorden. Bechtold, Wiesbaden 1887.
- Der goldene Faden in der Geschichte des Hauses Wettin 1089–1889: Jubiläumsschrift. Bechtold, Wiesbaden 1889.
- Ahnentafel Ihrer Majestät Augusta Victoria Kaiserin und Königin des deutschen Reiches und von Preußen mit historisch-genealogischen Erläuterungen. Bechtold, Wiesbaden 1889.
- Vor vierzig Jahren: Natur und Cultur auf der nordfriesischen Insel Nordstrand. Jüngst, Weimar 1890.
- Die großen Nordischen Fluthen und deren Folgen. Dietrich, Wiesbaden 1893. (Digitalisat)
- Vorschläge zur Lösung der Arbeiterfrage. Dietrich, Wiesbaden 1893.
- Das Deutsche Reich und die Hohenzollern. Perthes, Basel 1898.